# Lekcjonarz 19
Lekcjonarz 19 (według numeracji Gregory-Aland), oznaczany przy pomocy siglum ℓ 19 – rękopis Nowego Testamentu pisany uncjałą na pergaminie w języku greckim z XIII wieku. Służył do czytań liturgicznych.

## Opis rękopisu
Kodeks zawiera wybór lekcji z Ewangelii do czytań liturgicznych, na 322 pergaminowych kartach (31 cm na 22,5 cm). Część kart kodeksu zaginęła. Stosuje noty muzyczne (neumy). Lekcje pochodzą z Ewangelii Jana, Mateusza i Łukasza.
Tekst rękopisu pisany jest dwoma kolumnami na stronę, 24 linijek w kolumnie.

## Historia
Paleograficznie datowany jest na wiek XIII. Rękopis został podarowany przez Partheniusa, patriarchę Konstantynopola, dla Heneage Finch, brytyjskiego ambasadora na dworze sułtana, w 1661 roku.
Rękopis badał w niektórych partiach John Mill (jako Bodleianus 7) oraz Johann Jakob Griesbach. Mill sądził, że rękopis został wykorzystany przez Stefaenusa jako ϛ'.
Obecnie przechowywany jest w Bodleian Library (Auct. D. inf. 2.12) w Oksfordzie.
Rękopis jest rzadko cytowany w naukowych wydaniach greckiego Novum Testamentum Nestle-Alanda (UBS3).